# Caio Cédio Nata Pinário
Caio Cédio Nata Pinário ou Pinariano (em latim: Gaius Scoedius Natta Pinarius ou Pinarianus) foi um senador nomeado cônsul sufecto para o nundínio de julho a agosto de 81 com Tito Tecieno Sereno. Era descendente dos Pinários Nata, clientes de Lúcio Élio Sejano, e natural de Abelino, na Campânia,